# 坞根镇
坞根镇位于温岭市西部，乐清湾畔，区域面积34.32平方公里，辖18个行政村，总人口2.53万，由原坞根乡、江厦乡等合并而成。境内有：世界第三、中国第一的江厦潮汐能发电站，这里还是中国工农红军第十三军二师的诞生地。

## 现任领导
党委书记 陈兴德 
党委副书记、镇长 叶学明